# Portes de ville de Lille
Liste des portes de ville de Lille.

## Liste
| Illustration | Nom                                 | Agrandissement     | Histoire |
| ------------ | ----------------------------------- | ------------------ | --- |
|              | Porte Saint-Pierre (Septentrionale) | enceinte primitive | - Remplacée lors du VIe agrandissement (1670) par la porte Saint-André. |
|              | Porte de Courtrai                   | Ier                | - Détruite puis remplacée lors du IIe agrandissement par une porte homonyme jouxtant le château de Courtrai. |
|              | Porte de Weppes                     | Ier                | - Remplacée lors du IIIe agrandissement par la porte de la Barre. |
|              | Porte de Courtrai                   | IIe                | - Remplace l'ancienne porte de Courtrai (Ier agrandissement). - Remplacée lors du Ve agrandissement par la porte de la Magdeleine. |
|              | Porte de Fives                      | IIe                | - Murée, transformée en dépôt de poudre et remplacée lors du VIe agrandissement (1670) par une porte homonyme à proximité (renommée ensuite porte de Tournai).                                                                                                 |
|              | Porte des Malades (de Paris)        | IIe                | |
|              | Porte du Molinel                    | IIe                | - Remplacée lors du IVe agrandissement par la porte Notre-Dame. |
|              | Porte des Reignaux                  | IIe                | - Remplacée lors du Ve agrandissement par la porte Saint-Maurice. |
|              | Porte Saint-Sauveur                 | IIe                | - Murée en 1575 après l'explosion d'un dépôt de poudre. Supprimée en 1673 |
|              | Porte de la Barre                   | IIIe               | - Remplace la porte de Weppes (Ier agrandissement). - Remplacée lors du VIe agrandissement (1670) par une porte homonyme (également nommée porte de Dunkerque) sur le bastion de la communication de la Barre ou mur d'en bas reliant la Citadelle à la ville. |
|              | Porte Notre-Dame (de Béthune)       | IVe                | - Remplace la porte du Molinel (IIe agrandissement). |
|              | Porte de la Magdeleine (de Gand)    | Ve                 | - Remplace la porte de Courtrai (IIe agrandissement). |
|              | Porte Saint-Maurice (de Roubaix)    | Ve                 | - Remplace la porte des Reignaux (IIe agrandissement). |
|              | Porte de la Barre                   | VIe                | - Remplace l'ancienne porte de la Barre (IIIe agrandissement). - Remplacée lors du VIIe agrandissement par la porte de Dunkerque. |
|              | Porte de Fives (de Tournai)         | VIe                | - Remplace l'ancienne porte de Fives (IIe agrandissement). |
|              | Porte Saint-André (d'Ypres)         | VIe                | - Remplace la porte Saint-Pierre (enceinte primitive). |
|              | Porte d'Arras                       | VIIe               | |
|              | Porte de Béthune                    | VIIe               | |
|              | Porte de Canteleu                   | VIIe               | |
|              | Porte de Douai                      | VIIe               | |
|              | Porte de Dunkerque                  | VIIe               | - Remplace la porte de la Barre, également nommée porte de Dunkerque (VIe agrandissement). |
|              | Porte Louis XIV                     | VIIe               | |
|              | Porte des Postes                    | VIIe               | |
|              | Porte de Valenciennes               | VIIe               | |

## Sources

### Ouvrages
- Jean Caniot, Les portes de Lille, 2004